# إنبريدج
إنبريدج هي شركة كندية متعددة الجنسيات لنقل وتوزيع وتوليد الطاقة مقرها كالغاري، ألبرتا. يرتكز أغلب نشاط الشركة في أمريكا الشمالية.

## روابط خارجية
- الموقع الرسمي
- إنبريدج خريطة الأصول (الحالي)